# Adrien René Franchet
Adrien René Franchet (2 d'abril de 1834, Pezou - 15 de febrer de 1900, París) fou un botànic francès. Va treballar en el Museu Nacional d'Història Natural (França) i es va especialitzar en les flores de la Xina, Japó i de Loir i Cher. Per als seus estudis de les flores asiàtiques, es basava en les col·lecciones reunides pels Pares Armand David (1826-1900), Pierre Jean Marie Delavay (1834-1895), Paul Guillaume Farges (1844-1912) i uns altres.

## Obres
- Amb Ludovic Savatier (1830-1891), Enumeratio plantarum in Japonia sponte crescentium hucusque rite cognitarum, adjectis descriptionibus specierum pro regione novarum, quibus accedit determinatio herbarum in libris japonicis So Mokou Zoussetz xylographice delineatarum. F. Savy, París, dos vols. 1875 - 1879
- Mission G. Révoil aux pays Çomalis. Faune et flore. J. Tremblay, París, 1882
- Plantae davidianae ex sinarum imperio. G. Masson, París, dos vols., 1884 - 1888
- Flore de Loir-et-Cher, comprenant la description, les tableaux synoptiques et la distribution géographique des plantes vasculaires qui croissent spontanément ou qui sont généralement cultivées dans le Perche, la Beauce et la Sologne, avec un vocabulaire des termes de botanique. E. Constant, Blois, 1885
- Capítol Phanérogamie a Mission scientifique du cap Horn, 1882-1883, tomo V. Botánica. Ministeris de la Marina i de la Instrucció Pública, París, 1889
- Plantae Delavayanae, 1890
- Contributions à la flore du Congo français. Famille des graminées. imprès per Dejussieu pare i fills, Autun, 1896

## Epònims
Diversos tàxons han rebut el seu nom:
Gènere
- (Rubiaceae) Franchetia Baill.[2]

Espèciesunes 138, entre elles
- (Sapindaceae) Acer franchetii Pax[3]
- (Actinidiaceae) Clematoclethra franchetii Kom.[4]
- (Apiaceae) Harrysmithia franchetii (M.Hiroe) M.L.Sheh[5]
- (Apocynaceae) Parsonsia franchetii Baill. ex Guillaumin[6]
- (Araliaceae) Aralia franchetii J.Wen[7]
- (Asclepiadaceae) Cynanchum franchetii Nakai[8]
- (Asteraceae) Cousinia franchetii C.Winkl.[9]
- (Berberidaceae) Epimedium franchetii Stearn[10]
- (Brassicaceae) Draba franchetii O.E.Schulz[11]
- (Caryophyllaceae) Stellaria franchetii Honda[12]
- (Combretaceae) Terminalia franchetii Gagnep.[13]
- (Fabaceae) Tephrosia franchetii Hutch. & E.A.Bruce[14]
- (Passifloraceae) Passiflora franchetiana Hemsl.[15]
- (Poaceae) Pennisetum franchetianum Stapf & C.E.Hubb.[16]
- (Polygonaceae) Bistorta franchetiana Petrov[17]
- (Ranunculaceae) Ranunculus franchetianus Boreau[18]
- (Scrophulariaceae) Scrophularia franchetiana Tsoong[19]
- (Tiliaceae) Tilia franchetiana C.K.Schneid.[20]